# Iranische Kronjuwelen

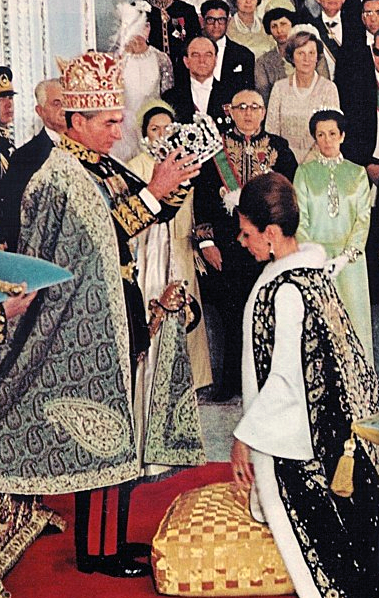
Mohammad Reza Shah krönt seine Ehefrau Königin Farah, 1967.

Die iranischen Kronjuwelen sind eine wertvolle Sammlung von Diamanten und Juwelen im Iran.
Die iranischen Kronjuwelen werden im Nationalen Juwelenmuseum in der Zentralbank in Teheran aufbewahrt. Die Pahlavi-Krone ist Teil der Sammlung. Zu den Kronjuwelen gehören, unter anderem, verschiedene Kronen, Zepter, Schwerter, Truhen mit Perlen und Flakons. Zusätzlich werden auch verschiedene Kleidungsstücke, wie die königliche Robe, zu den Kronjuwelen gezählt.

## Geschichte
Der größte Teil der Sammlung wurden von der Dynastie der Safawiden (1501–1722) erworben. 1719 wurde Isfahan, die damalige Hauptstadt Persiens, von afghanischen Truppen geplündert, die große Teile der Sammlung mitnahmen. Nadir Schah unternahm 1739 einen Feldzug gegen Afghanistan und Nordindien und plünderte seinerseits Städte wie Kandahar, Kabul und Delhi. So gelangten die iranischen Kronjuwelen und weitere wertvolle Diamanten und Juwelen aus Nordindien nach Persien, unter anderem die Diamanten Koh-i-Noor, Shah-Diamant und Darya-ye Noor sowie der Pfauenthron und der Samarian Spinel.
Die Kronjuwelen wurden letztmals von der Pahlavi-Dynastie benutzt. Mit deren Sturz 1979 wurden die Kronjuwelen für viele Jahre vor der Öffentlichkeit in der Zentralbank verborgen. Erst in den 1990er Jahren wurden sie wieder der Öffentlichkeit zugänglich.

## Galerie

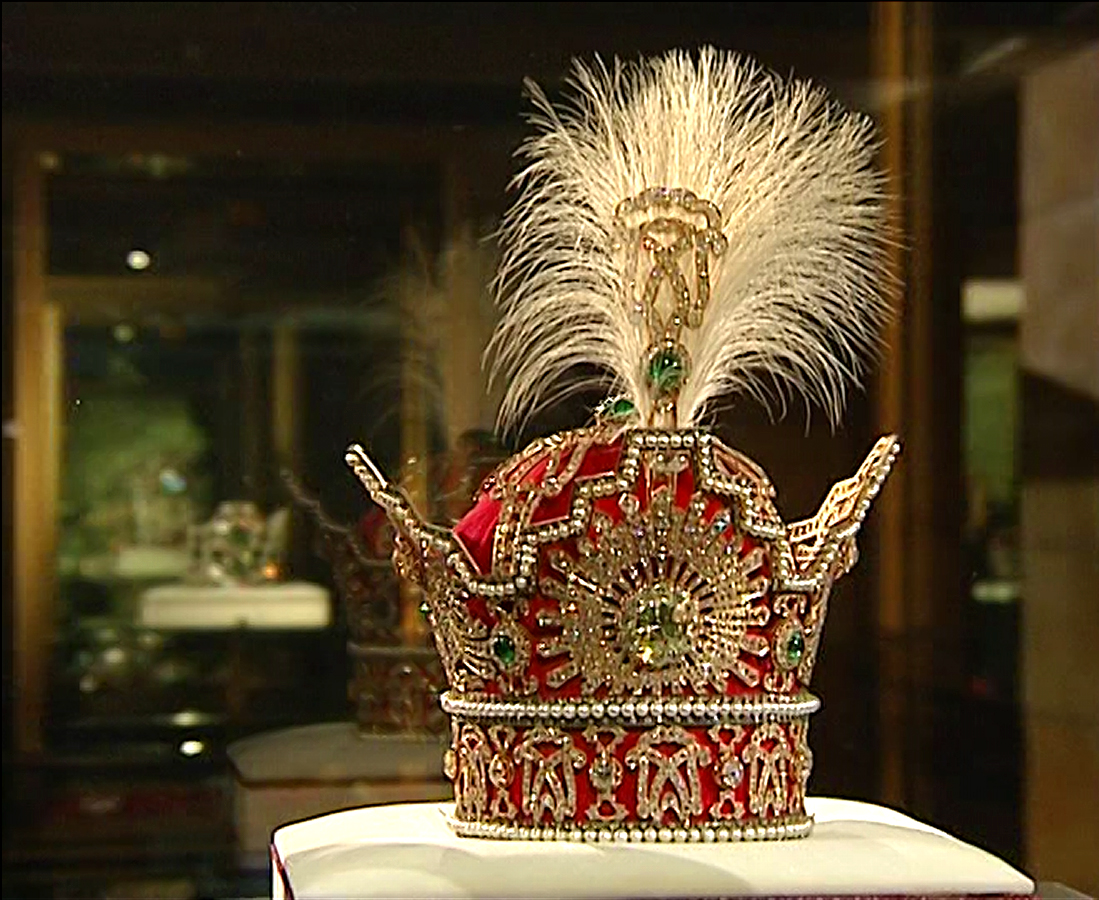
Pahlavi-Krone
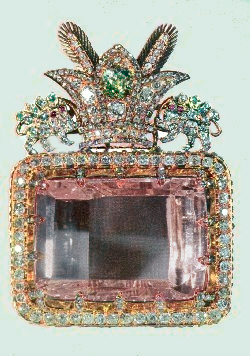
Darya-i-Noor-Diamant
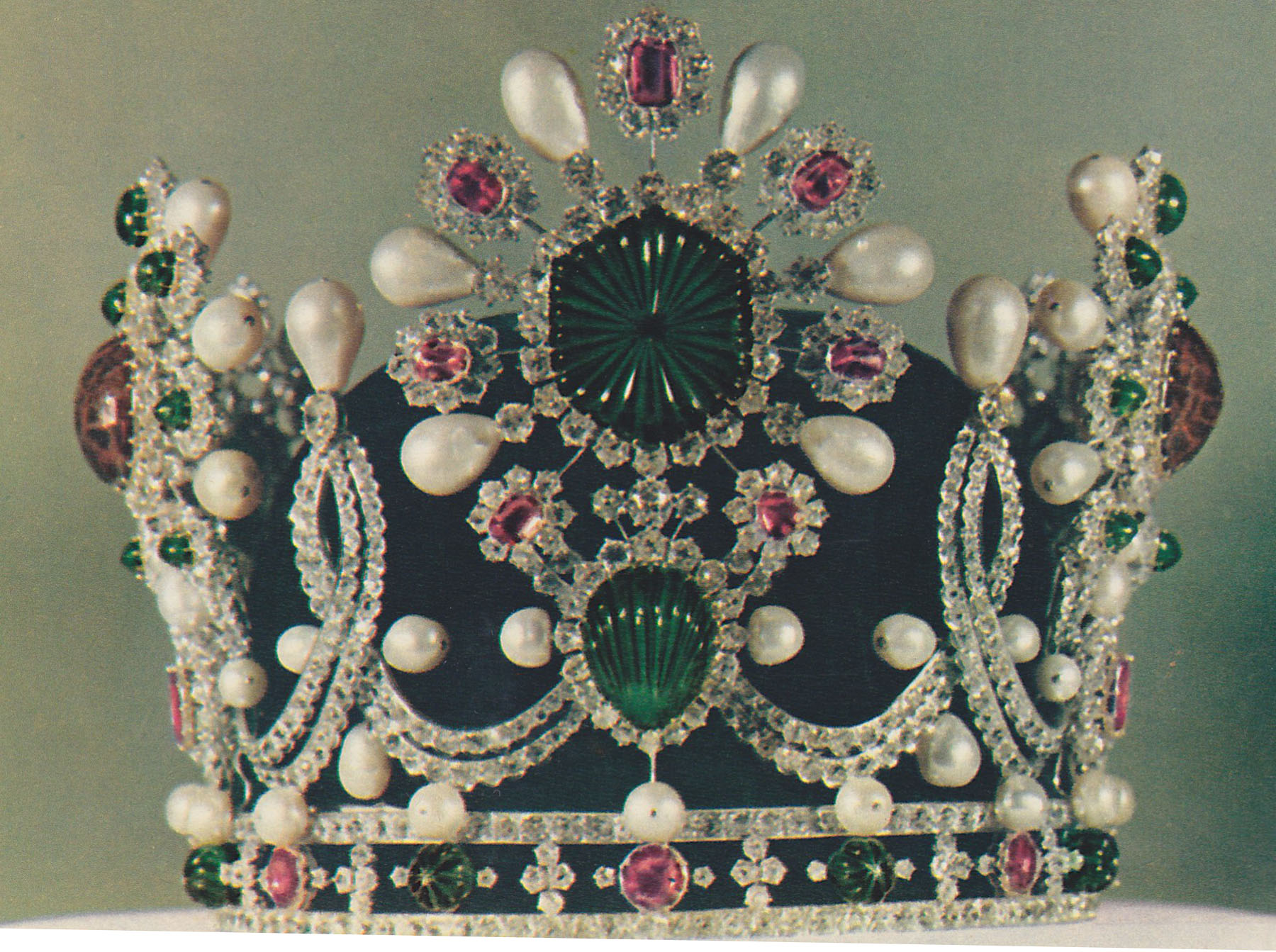
Krone der Kaiserin Farah Pahlavi
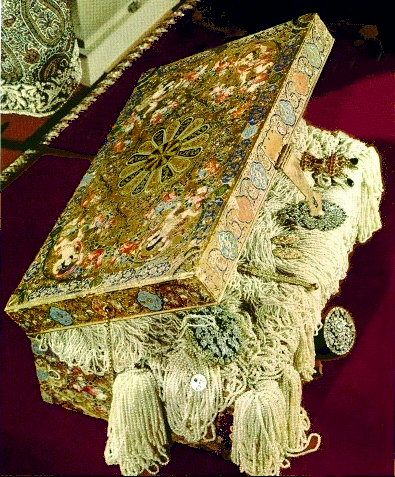
Truhe mit Perlen gefüllt
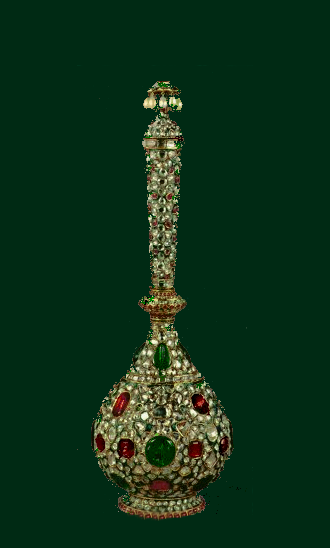
Goldener Flakon
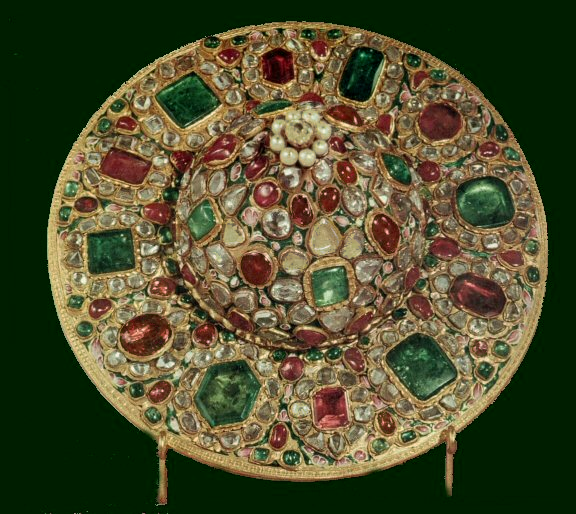
Mit Juwelen besetzte Tellerhaube
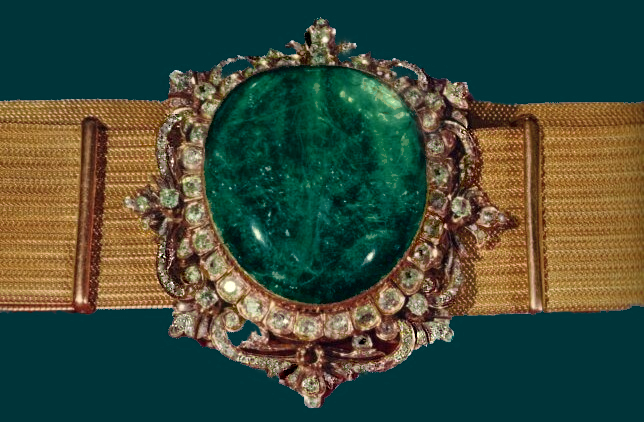
Krönungsgürtel des Schahs
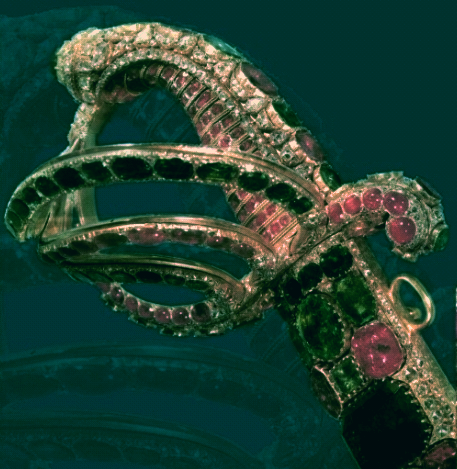
Das Imperiale Schwert